# ハイヤー (曲)
「ハイヤー」 (Higher)は、グロリア・エステファンの楽曲。

## 解説
- 本曲は通算17枚目のスタジオ・アルバム『デスティニー』から4枚目のシングルとしてリリースされた。
- アメリカとカナダでは「アイム・ノット・ギヴィング・ユー・アップ」との両A面シングルとして発売された。

## 収録曲
日本盤 マキシ・シングル
1. ハイヤー（アルバム・バージョン）
2. ハイヤー（ジュニア・シングル・エディット）
3. ハイヤー（パブロ&ジャヴィエーズ・シングル・リミックス）
4. ハイヤー（シボラズ・レディオ・エディット）
5. ハイヤー（ジュニアズ・12インチ・ミックス）
6. ハイヤー/トレス・デセオス・メドレー（ライヴ・リミックス）
7. バラード・メドレー（ライヴ）
カッツ・ボース・ウェイズ〜アイ・シー・ユア・スマイル〜ワーズ・ゲット・イン・ザ・ウェイ〜キャント・ステイ・アウェイ・フロム・ユー